# 川又雄二郎
川又 雄二郎（かわまた ゆうじろう、1952年9月29日 - ）は、日本の数学者、東京大学大学院数理科学研究科名誉教授。
専門は代数幾何学、特に高次元代数多様体。対数的代数多様体の研究、代数的ファイバー空間の半正値性（アーベル多様体の双有理的特徴づけ）、消滅定理とその応用、極小モデルの存在と性質、双有理変換（3次元での存在と有界性）、多重微分形式の延長、連接層の導来圏との関係などを研究。

## 人物
東京都生まれ。1971年、東京教育大学附属高等学校（現：筑波大学附属高等学校）卒業。高校の同期には、石田徹（元資源エネルギー庁長官）、井上和雄（元衆議院議員）、越澤明（都市工学者）、佐野一彦（イラストレーター）、津田真男（モスクワオリンピック・シングルスカル日本代表）、林己知夫（建築家）、村上誠一郎（衆議院議員）などがいる。
1977年、東京大学大学院修士課程修了。理学博士。
ICM招待講演 (1990)、日本学士院賞 (1990)、日本数学会秋季賞 (1988)。

## 著書
- 「代数多様体論」 共立出版、1997年
- 「射影空間の幾何学」 朝倉書店、2001年
- 「高次元代数多様体論」 岩波書店、2014年